# Més enllà de l'odi
 Més enllà de l'odi (The Upside of Anger) és una comèdia dramàtica i romàntica estatunidenca escrita i dirigida per Mike Binder, estrenada el 2005 i doblada al català.

## Argument
Quan el seu marit desapareix inesperadament, una espavilada dona suburbana i les seves filles fan malabarismes amb els dilemes romàntics de la seva mare i la dinàmica familiar.

## Repartiment
- Joan Allen: Terry Wolfmeyer
- Kevin Costner: Denny Davies
- Mike Binder: Adam "Shep" Goodman
- Evan Rachel Wood: Lavender "Popeye" Wolfmeyer
- Keri Russell: Emily Wolfmeyer
- Alicia Witt: Hadley Wolfmeyer
- Erika Christensen: Andy Wolfmeyer
- Tom Harper: David Junior
- Dane Christensen: Gorden Reiner
- Danny Webb: Grey Wolfmeyer
- Magdalena Manville: Darlene
- Suzanne Bertish: Gina
- David Firth: David Senior
- Rod Woodruff: Dean Reiner
- Stephen Greif: Metge d'Emily

## Crítica
- "M'agraden aquests personatges precisament perquè no estan dissenyats per agradar, o, per ser més exactes, perquè agraden malgrat ser exasperants, desorganitzats, autodestructius i impermeables als bons consells. (...) Puntuació: ★★★★ (sobre 4)."[3]
- "Una comèdia humana feroçment divertida amb acudits punxants que deixen marca. (...) Puntuació: ★★★½ (sobre 4)."[4]
- "Sembla una amalgama d'altres -millors- pel·lícules, amb un toc més desagradable i amarg"[5]